# 73 Геркулеса
73 Геркулеса (лат. 73 Herculis, HD 157728) — одиночная звезда в созвездии Геркулеса на расстоянии приблизительно 139 световых лет (около 42,7 парсек) от Солнца. Видимая звёздная величина звезды — +5,712m. Возраст звезды определён в среднем как около 807 млн лет.

## Характеристики
73 Геркулеса — жёлто-белая звезда спектрального класса F0IV, или A3, или A6V, или A7V. Масса — около 1,6 солнечной, радиус — около 1,526 солнечного, светимость — около 7,76 солнечных. Эффективная температура — около 7600 K.

## Планетная система
В 2019 году учёными, анализирующими данные проектов HIPPARCOS и Gaia, у звезды обнаружена планета.